# Vrtlog života
Vrtlog života (eng. American Beauty) je američka drama iz 1999. godine koju je režirao Sam Mendes, a napisao Alan Ball. Glavnu ulogu u filmu tumači Kevin Spacey kao Lester Burnham, radnik u uredu koji prolazi kroz krizu srednjih godina kada postane opčinjen Angelom (Mena Suvari), najboljom prijateljicom svoje kćerke tinejdžerice. Annette Bening glumi Lesterovu suprugu i materijalisticu Carolyn, dok Thora Birch nastupa u ulozi njihove nesigurne kćerke Jane. Akademici i filmski stručnjaci Vrtlog života su opisali kao satiru o američkoj srednjoj klasi i njezinom poimanju ljepote i osobnog zadovoljstva. Razne analize filma upućuju na to da se sam film bavi temama romantične i roditeljske ljubavi, seksualnosti, ljepote, materijalizma, slobode i iskupljenja.
Ranih 1990-ih godina scenarist Ball započeo je pisati Vrtlog života kao kazališnu predstavu, djelomično inspiriran medijskim cirkusom koji je vladao 1992. godine tijekom suđenja Amy Fisher. Međutim, nakon što je shvatio da priča ne može funkcionirati na kazališnoj pozornici, odustao je od projekta. Nakon nekoliko godina kao televizijski scenarist, Ball je ponovno oživio ideju 1997. godine kada se pokušao probiti u filmskoj industriji. Prepravljeni scenarij imao je snažan cinični ton na kojeg je utjecala Ballova frustracija dok je pisao priče za humoristične serije. Producenti Dan Jinks i Bruce Cohen odnijeli su scenarij u kompaniju DreamWorks; tada još uvijek mali studio u usponu otkupio je Ballov scenarij za 250 tisuća dolara na taj način pobijedivši ostale produkcijske konkurente koji su dali svoje ponude. Kompanija DreamWorks je dala 15 milijuna dolara za produkciju filma te je također bila službeni distributer u Sjevernoj Americi. Film Vrtlog života označio je filmski debi do tada slavnog kazališnog redatelja Sama Mendesa; iako je dobio posao zbog svojih uspješnih produkcija mjuzikala Oliver! i Cabaret, Mendes je izabran za redatelja ovog filma tek nakon što je dvadesetak drugih kandidata odbilo ponudu za režiju.
Glumac Kevin Spacey bio je prvi Mendesov izbor za ulogu Lestera, premda je kompanija DreamWorks nagovarala redatelja da uzme nekog poznatijeg glumca; sličnu stvar studio je napravio i za izbor lika Carolyn sve dok Mendes bez znanja DreamWorksa nije predložio ulogu glumici Bening. Snimanje filma trajalo je u razdoblju od prosinca 1998. do veljače 1999. godine u studijima kompanije Warner Bros. u Burbanku (Kalifornija) te na lokacijama u Los Angelesu. Mendesov dominantni stil je bio namjeran i usklađen; uvelike je koristio statične kadrove te usporeno zumiranje kako bi generirao tenziju. Glavni fotograf Conrad Hall nadopunio je Mendesov stil s mirnim kadrovskim kompozicijama kako bi kontrirao turbulentnim događanjima koja se odvijaju na ekranu. Tijekom procesa montaže, Mendes je napravio nekoliko izmjena koje su filmu oduzele popriličan cinični ton koji je vladao scenarijem.
Film Vrtlog života sa svojom je kino distribucijom u Sjevernoj Americi krenuo 15. rujna 1999. godine uz pozitivne kritike filmske struke i publike; to je bio najbolje ocijenjeni američki film te godine, a zaradio je sveukupno preko 350 milijuna dolara na svjetskim kino blagajnama. Kritičari su hvalili većinu produkcije uz posebne naglaske na Mendesa, Spaceyja i Balla; negativne kritike uglavnom su bile upućene činjenici što su likovi preobični i okolnostima radnje. Kompanija DreamWorks krenula je u veliku marketinšku kampanju kako bi povećala šanse filmu Vrtlog života za uspjeh na dodjeli prestižnih nagrada Oscar; kampanja se pokazala uspješnom, jer je u ožujku 1999. godine film osvojio pet nagrada uključujući one za najbolji film, redatelja, glavnog glumca, originalni scenarij i fotografiju. Sam film bio je nominiran za mnogobrojne druge nagrade i počasti, uglavnom za režiju, scenarij i glumu.

## Radnja
Lester Burnham je sredovječni pisac za časopis i marketinški stručnjak koji prezire svoj posao. Njegova supruga, Carolyn, je ambiciozna i materijalistički nastrojena prodavateljica nekretnina, a njihova se šesnaestogodišnja kćerka Jane gnuša svojih roditelja te ima malo samopouzdanja. U njihovo susjedstvo upravo su se doselili umirovljeni američki pukovnik Frank Fitts sa svojom introvertiranom suprugom Barbarom. Njihov sin tinejdžer Ricky opsesivno kamerom snima svoju okolinu i drži stotine snimaka na video kasetama u svojoj sobi. On je također i diler marihuane koji povremeno radi kao konobar kako bi od oca sakrio pravu istinu o svojoj zaradi. Budući da je jedno vrijeme proveo u vojnoj akademiji i bolnici za umno poremećene osobe, Ricky se nalazi pod striktnim disciplinskim životnim režimom pukovnika Fittsa. Jim Olmeyer i Jim Berkley, par homoseksualaca koji također žive u susjedstvu, otvoreno dočekaju novu obitelj u svoj kvart; pukovnik Fitts kasnije otkriva svoju homofobiju nakon što mrzovoljno s Rickyjem komentira dvojicu susjeda.
Lester postaje opčinjen taštom prijateljicom njegove kćerke Angelom Hayes nakon što ju vidi kako pleše s ostalim navijačicama u poluvremenu košarkaške utakmice u njihovoj srednjoj školi. Započinje seksualno fantazirati o Angeli, a tijekom njegovih fantazija latice crvenih ruža pojavljuju se kao učestali motiv. Carolyn u isto vrijeme započinje ljubavnu aferu sa svojim poslovnim suparnikom Buddyjem Kaneom. Lesteru njegov šef Brad govori da će ga otpustiti, ali ga Lester ucjenjuje zbog toga što posjeduje informaciju o glavnom uredniku magazina i iznuđuje 60 tisuća dolara te sam daje otkaz i uskoro se zapošljava kao prodavač brze hrane. Lester također mijenja svoj automobil Toyotu Camry za sportski auto Pontiac Firebird i započinje vježbati nakon što čuje kako Angela govori Jane da bi ga smatrala seksualno privlačnim ako poradi na svojoj muskulaturi. Započinje i pušiti marihuanu koju kupuje od Rickyja te flertuje s Angelom svaki puta kada ona posjeti Jane. Ipak, prijateljstvo između dvije djevojke uskoro zahladi pogotovo nakon što se Jane počne viđati s Rickyjem; njih dvoje se zbliže nakon što joj Ricky pokaže najljepšu stvar koju je ikada snimio: plastičnu vrećicu koju nosi vjetar.
Lester otkriva Carolyninu nevjeru, ali njegova reakcija na to je potpuno indiferentna. Buddy okončava njihovu aferu bojeći se skupog razvoda. Pukovnik Fitts postaje sumnjičav u vezi Lesterovog i Rickyjevog prijateljstva i kasnije otkriva Rickyjevu snimku Lestera koji potpuno obnažen diže utege, a koju je Ricky slučajno snimio. Nakon što promatra Rickyja i Lestera kroz prozor Lesterove garaže, pukovnik potpuno krivo zaključuje da se njih dvojica upuštaju u seksualnu aferu. On kasnije pretuče Rickyja i optužuje ga da je homoseksualac. Ricky, kao osvetu, potakne svog oca da ga izbaci iz kuće "priznajući" očeve optužbe. Odlazi do Jane koju nalazi u svađi s Angelom u vezi njezinog flertovanja s Lesterom. Ricky uvjerava Jane da pobjegne s njim u New York i govori Angeli da je ona zapravo ono čega se najviše boji da jest - dosadna i obična.
Carolyn na povratku kući u automobilu ima napunjen pištolj. Pukovnik Fitts se suočava s Lesterom u njegovoj garaži i pokuša ga poljubiti; Lester odbija pukovnika koji nakon toga bježi. U kući Lester pronalazi Angelu koja potpuno sama sjedi u mraku u blagovaonici; ona ga upita da joj kaže da je lijepa. On to i učini i ona ga počne zavoditi. Ipak, nakon što sazna da je Angela djevica, Lester se zaustavlja i počne ju tješiti; njih dvoje se zbog podijeljenih frustracija zbližuju. Angela odlazi u kupaonicu, a Lester se smješka gledajući obiteljsku fotografiju u kuhinji. Začuje se zvuk pucnja i krv prsne po zidu. Ricky i Jane pronalaze Lesterovo tijelo. Carolyn plače u spavaćoj sobi, a pukovnik Fitts, krvave majice, vraća se kući gdje vidimo da nedostaje jedan od pištolja u njegovu ormariću. U završnoj naraciji, Lester opisuje značajna iskustva tijekom svog života; kaže da je unatoč smrti sretan budući na svijetu postoji toliko ljepote.

## Teme i analize

### Različite interpretacije
Akademici su pružili mnoge moguće interpretacije filma Vrtlog života; filmski kritičari slično su podijeljeni - ne toliko oko kvalitete filma koliko u vezi njegove interpretacije. Opisan od strane mnogih kao film "o smislu života" odnosno "spolnoj identifikaciji" odnosno "plitkom životu u američkom predgrađu", Vrtlog života prkosi kategorizaciji čak i od strane filmaša. Redatelj filma Sam Mendes neodlučan je, jer ističe da se svaki puta kada je iznova čitao scenarij njegova tema činila drugačijom: "tajanstvena priča, kaleidoskopsko putovanje kroz američko predgrađe, serija ljubavnih priča... također je bio i o zatočeništvu... usamljenosti i ljepoti. Bio je humorističan; bio je ljutit, tužan." Književni kritičar i autor Wayne C. Booth zaključio je da se film odupire bilo kakvoj interpretaciji: "Vrtlog života ne može se adekvatno sumirati kao 'satira o tome što nije u redu s američkim načinom života'. Puno je bolje sumirati ga kao 'portret ljepote koja leži ispod američke mizerije i nedjela'. Ne može se sumirati kao Lesterovi i Rickyjevi filozofski stavovi o životu ili o tome kakav bi život trebao biti...'". Autor nadalje argumentira da je problem u interpretaciji filma povezan s pronalaskom njegova centra - kontrolnog glasa koji "ujedinjuje sve izbore". On tvrdi da u slučaju Vrtloga života taj glas nije niti Mendesov niti Ballov. Mendes smatra da je glas Ballov, ali iako je scenarist filma bio "snažno utjecajan" tijekom njegovog snimanja, učestalo je prihvaćao devijacije od vlastite vizije, pogotovo one koje su transformirale cinični ton scenarija u nešto puno optimističnije. Sa svim tim "nebrojenim glasovima koji su zadirali u originalnu viziju autora", nastavlja Booth, oni koji pokušavaju interpretirati Vrtlog života "zaboravljaju ispitati nedostižni centar". Prema Boothu, ono što uistinu kontrolira film je kreativna energija "stotina ljudi koji su radili na njegovoj produkciji, koji su se slagali i nisu se slagali, koji su umetali svoje ideje i izbacivali ih."

### Zatočeništvo i iskupljenje
Redatelj Mendes je kao glavne teme filma Vrtlog života istaknuo zatočeništvo i bijeg iz istoga. Monotonija Lesterovog života predstavljena je u filmu kroz njegovo sivo, bezbojno radno mjesto te odjeću bez karaktera. U tim scenama, njegov lik učestalo je snimljen poput zatvorenika uz "ponavljanje svakodnevnih rituala koji ga jedva mogu zadovoljiti". On masturbira u granicama svog tuša; taj tuš zapravo predstavlja zatvorsku ćeliju, a to je prva od mnogih nadolazećih scena u kojima je Lester prikazan iza rešetaka ili u okvirima poput kadra kada se njegova glava refkeltira u monitoru njegovog kompjutera na radnom mjestu između stupaca brojki. Akademik i autor Jody W. Pennington argumentira da je Lesterovo putovanje zapravo središte cijele priče filma. Njegovo ponovno seksualno buđenje nakon što upozna Angelu je prva od nekoliko nadolazećih prekretnica zbog kojih on započinje "odbacivati svoje odgovornosti komformnog života kojeg je počeo prezirati". Nakon što Lester podijeli joint s Rickyjem, njegov duh se oslobađa i započinje njegova pobuna protiv Carolyn. Promijenjen zbog Rickyjevog "privlačnog, smislenog samopouzdanja", Lester je uvjeren da je Angela dostižna i uviđa da mora preispitati svoje "banalno, zatupljujuće materijalističko postojanje u predgrađu"; on se zapošljava u restoranu brze hrane što mu omogućuje povratak do točke odakle može "vidjeti svoj cijeli život unaprijed".
Kada Carolyn uhvati Lestera tijekom masturbacije on joj ljutito uzvraćuje i spočitava nedostatak obostrane intimnosti što je prvi puta da joj na glas govori što o njoj misli. Ulazeći u verbalni sukob i spočitavajući Carolynino "površno zanimanje za druge ljude", Lester pokušava "ponovno dobiti vlastiti glas u kući u kojoj su do tada glavnu riječ vodile majka i kćerka". Njegova konačna prekretnica dolazi u trenutku kada on i Angela skoro završe u krevetu; nakon što mu se ona povjeri da je još uvijek djevica, on ju više ne gleda kao seksualni objekt, već kao kćerku. Prigrli je i "tješi". Mendes taj trenutak naziva "najviše zadovoljavajućim krajem Lesterovog putovanja koje je ikada moglo postojati". Tim završnim scenama Mendes je nastojao prikazati Lestera na kraju njegovog "mitskog putovanja". Nakon što Lester uzme pivo iz frižidera, kamera mu se približava i staje okrećući se hodniku kroz koji on hoda i "kreće se ususret svojoj sudbini". Kako se ponovno počeo ponašati u skladu sa svojim godinama, Lester uspijeva dobiti zaključak. Smije se gledajući obiteljsku fotografiju, a kamera se polagano odmiče od Lestera do kuhinjskog zida na kojem prsne krv nakon snažnog pucnja; spori kadar reflektira mir Lesterove smrti. Njegovo mrtvo tijelo pronalaze Jane i Ricky. Mendes je izjavio da je Rickyjev pogled u mrtve Lesterove oči "kulminacija teme" filma: da je ljepota prisutna tamo gdje ju najmanje očekuješ.

### Konformizam i ljepota
Poput drugih američkih filmova iz 1999. godine - Klub boraca, Između života i smrti i Magnolije - film Vrtlog života tjera svoju publiku da "vodi živote koji imaju više smisla". Film se odupire konformizmu, ali ne bježi od činjenice da ga ljudi trebaju i žele; čak se i homoseksualni likovi u filmu samo žele uklopiti. Jim i Jim, susjedi obitelji Burnham, zapravo su satira "homoseksualnog para buržuja" koji se "nalaze u identičnoj zatupljujućoj jednoličnosti" koju film kritizira kod heteroseksualnih parova. Feministička akademičarka i autorica Sally R. Munt argumentira da Vrtlog života koristi zamke "umjetničke škole" kako bi svoju poruku o nekonformizmu usmjerio primarno na srednji stalež te da njegov pristup "klišeiziranim buržujskim preokupacijama... podcrtava premisu da je luksuz pronalaska samoga sebe kroz poricanje i odricanje uvijek dostupan onima dovoljno bogatima da mogu birati, a koji su dovoljno lukavi da sebe mogu predstavljati kao pobunjenike na simpatičan način".
Profesor Roy M. Anker argumentira da je tematski centar filma njegovo usmjeravanje publike da "pogleda bliže". Uvodni kadar filma kombinira nepoznato gledište na susjedstvo obitelji Burnham s Lesterovom naracijom u kojoj priznaje da će uskoro umrijeti čime prisiljava publiku da odmah započne razmišljati o vlastitoj smrtnosti i ljepoti koja ih okružuje. Uvodna sekvenca filma također predstavlja i niz misterija; Anker se zapituje: "Iz kojeg točno mjesta i iz kojeg stanja uma on priča svoju priču?... Ako je već mrtav, zašto se uopće trudi ispričati priču o posljednjoj godini svog postojanja?... Također se postavlja pitanje i kako je Lester umro - ili će umrijeti." Anker vjeruje da scena koja prethodni naraciji - kada Jane razgovara s Rickyjem o mogućnosti ubojstva njezinog oca - nadodaje daljnjoj misteriji filma. Profesorica Ann C. Hall se ne slaže s ovim gledištem; ona smatra da predstavljanje rane rezolucije misterija omogućava filmu da publika sve to stavi na stranu "kako bi gledala sam film i njegova filozofska pitanja". Kroz pregled Lesterovog života, ponovnog rođenja i smrti, film Vrtlog života satira je smisla života američkog srednjeg staleža, ljepote i satisfakcije. Čak se i Lesterova transformacija događa zbog mogućnosti seksanja s Angelom; on zbog toga ostaje "voljni privrženik popularnog medijskog likovanja dlakave muške seksualnosti kao put do osobnog ispunjenja". Carolyn je slično vođena konvencionalnim pogledima o sreći; od njezinog vjerovanja u "kućnu dekoraciju" pa sve do domaćeg blaženstva njezinog automobila i odjeće za rad u vrtu, Carolynin djelokrug je "privlačna američka dugogodišnja vizija Pleasantvillea odnosno raja". Obitelj Burnham nije svjesna da su oni zapravo "filozofski materijalisti i etički privrženi potrošači" koji očekuju da im "začeci američke ljepote" daju sreću. Anker nadalje argumentira da su oni "bespomoćni u ozračju uljepšanih ekonomskih i seksualnih stereotipa".
Film predstavlja Rickyja kao njegovu "vizionarsku... duhovnu i mističnu sredinu". On vidi ljepotu u detaljima svakodnevnog života, snimajući sve što stigne zbog straha da nešto ne propusti. Pokazuje Jane ono što smatra najljepšom stvari koju je ikada snimio: plastičnu vrećicu koju odnosi vjetar ispred velikog zida. Kaže joj da je tijekom snimanja tih trenutaka shvatio da postoji "cijeli jedan život iza stvari"; osjeća da "je ponekad toliko ljepote prisutno na svijetu da to ne mogu podnijeti... kao da će mi srce eksplodirati". Anker argumentira da je Ricky, gledajući izvan "kulturne nečistoće" uspio "shvatiti blistavi sjaj svijeta" i vidjeti Boga. Kako film odmiče, obitelj Burnham se sve više približava Rickyjevom načinu gledanja na svijet. Lester tek pred kraj filma krši svoju osobnu satisfakciju. U trenutku kada se nalazi na rubu seksanja s Angelom, on se vraća samome sebi nakon što mu ona priznaje svoje djevičanstvo. Odjednom on shvaća da se nalazi u sobi s djetetom te ju započne tretirati kao kćerku; tim razvojem događaja Lester vidi samoga sebe, Angelu i njegovu obitelj "onakvim jadnim i krhkim, ali čudesnim bićima kakvi oni zapravo jesu". Gleda u fotografiju svoje obitelji iz sretnijih vremena i umire doživjevši bogojavljanje koje ga ispunjava "divljenjem, radošću i duševnom zahvalnošću" - jer konačno je vidio svijet onakvim kakav on uistinu jest.
Prema Patti Bellantoniju, boje upotrebljene kroz film su simbolične, a to se pogotovo odnosi na crvenu koja predstavlja važan tematski potpis koji nosi priču i "definira Lesterovo putovanje". Iz početka viđen u žućkastosmeđim bojama koje odražavaju njegovu pasivnost, Lester se okružuje s crvenom bojom kako pronalazi vlastitu individualnost. Ruža American Beauty konstantno se ponavlja kao simbol; kada Lester fantazira o Angeli, ona je obično gola i okružena ružinim laticama. U tim scenama, ta ruža simbolizira Lesterovu žudnju za njom. Kada se ruža asocira s Carolyn, ona predstavlja "fasadu životnog uspjeha u predgrađu". Ruže su korištene u gotovo svakom kadru koji je snimljen u unutrašnjosti doma obitelji Burnham gdje simboliziraju "masku koja prekriva turobnu, ružnu stvarnost". Carolyn osjeća da je "sve dobro dok god su ruže u kući". Ona siječe ruže iz vlastitog vrta i stavlja ih u vaze gdje one ukrašavaju "prividnu viziju ljepote" i gdje započinju odumirati. Ruže u vazi koje se nalaze u scenama zavođenja Angele i Lestera simboliziraju Lesterov prijašnji život i Carolyn; kamera se približava kako se Lester i Angela fizički približavaju jedno drugome i u konačnici ruže - a tako i Carolyn - nestaju iz kadra. Lesterova epifanija na kraju filma predstavljena je kroz kišu i upotrebu crvene boje što dovodi do vrhunca koji je namjerni kontrast s oslobođenjem koje Lester osjeća. Konstantna upotreba crvene boje "podsvjesno uljuljkava publiku" kako bi se ona na nju priviknula; i kao takva ostavlja tu istu publiku nespremnom na scenu u kojoj Lester biva ubijen i na njegovu krv koja prsne po zidu.

### Seksualnost i represija
Pennington nadalje argumentira da film Vrtlog života svoje likove definira kroz njihovu seksualnost. Lesterovi pokušaji ponovnog proživljavanja vlastite mladosti direktan su rezultat njegove požude za Angelom, a stanje njegovog odnosa s Carolyn djelomično je prikazano i kroz nedostatak njihovog seksualnog kontakta. Carolyn je također seksualno isfrustrirana pa ulazi u aferu koja ju od "hladne perfekcionistice" odvodi do bezbrižne duše koja "sretno pjeva uz" glazbu u automobilu. Jane i Angela u svojim međusobnim razgovorima konstantno se referiraju na seks pogotovo kroz Angeline opise njezinih navodnih seksualnih susreta te kroz način na koji se djevojke jedna drugoj obraćaju. Scene u kojima su obnažene koriste se kako bi komunicirale njihovu ranjivost. Do kraja filma, Angelin utjecaj na Jane slabi i jedinu moć koju nad njom ona još uvijek ima je činjenica što privlači Lestera. Pukovnik Fitts s gađenjem reagira na susret s Jimom i Jimom; zapita se: "Zašto ti svi ti pederi moraju trljati u lice da su pederi? Kako mogu biti tako besramni?" Ricky na to odgovara: "Upravo je u tome stvar, tata - oni ne smatraju da se imaju ičega sramiti". Pennington argumentira da reakcija pukovnika Fittsa u ovoj sceni nije homofobična, već da se radi o "bolnom preispitivanju samoga sebe".
Uz filmove snimljene pred kraj prošlog stoljeća kao što su Klub boraca, In the Company of Men, Američki psiho i Dečki nikad ne plaču, film Vrtlog života "naširoko istražuje probleme muškosti u životnoj krizi". Profesor Vincent Hausmann smatra da u svojem pojačavanju muškosti "protiv prijetnji rata, konzumerizma i feminizma i homoseksualnosti", ovi filmovi predstavljaju potrebu za "fokusiranjem i čak privilegijom" aspekta muškosti "koji se smatraju izopačenim". Lesterovi pokušaji da "ojača tradicionalnu muškost" nalaze se u direktnom konfliktu s njegovim odgovornostima kao oca. Premda film portretira pozitivan način Lesterovog povratka u tu ulogu, on ne postaje "hipermuška figura kakvu slave filmovi poput Kluba boraca". Hausmann zaključuje da se Lesterovo ponašanje prema Angeli "nalazi u zabludi, ali je prijeko potreban korak unaprijed pomoću kojeg on ponovno postaje otac".
Hausmann smatra da film "eksplicitno potvrđuje važnost poštovanja zabrane protiv incesta"; ponavljajuća tema Ballovog rada je njegova usporedba s tabuima kao što su incest i homoseksualnost. Umjesto da napravi očitu distinkciju, film Vrtlog života prikazuje kako njihova represija dovodi do nasilja. Pukovnik Fitts se toliko srami vlastite homoseksualnosti da ga to u konačnici nagna da ubije Lestera. Ball je izjavio: "Film je djelomično o tome kako se homofobija temelji na strahu i represiji i o tome što oni mogu učiniti". Film implicira dvije neostvarene incestuozne žudnje: Lesterova težnja za Angelom je manifestacija njegove žudnje za vlastitom kćerkom, dok je represija pukovnika Fittsa prikazana kroz gotovo seksualnu disciplinu kojom on kontrolira Rickyja. Kao posljedica toga, Ricky shvaća da je jedini način kako uistinu može povrijediti svoga oca lažno priznati da je homoseksualac. Pukovnik Fitts predstavlja Ballovog oca čije su ga represivne homoseksualne žudnje odvele u vlastito nezadovoljstvo. Ball je lik pukovnika Fittsa napisao na način da je tek pred kraj filma otkrio da je homoseksualac, što Munt smatra mogućim "odlaganjem Ballovih vlastitih patrijarhalno-incestuoznih fantazija".

### Vrijeme i glazba
Film Vrtlog života prati tradicionalnu narativnu strukturu od koje se udaljuje samo u uvodnoj sceni s Jane i Rickyjem koja se zapravo događa na sredini priče. Premda se radnja filma proteže kroz godinu dana, u priču filma uvodi nas Lester u trenutku svoje smrti. Dr. Jacqueline Furby ističe da radnja film "okupira... sve vrijeme odnosno da uopće ne okupira vrijeme", citirajući Lesterove tvrdnje da mu cijeli život nije bljesnuo pred očima već da se "protezao zauvijek poput oceana vremena". Furby nadalje argumentira da "ritam ponavljanja" formira jezgru strukture filma. Na primjer, dvije scene u kojima obitelj Burnham sjedi za stolom i jede večeru snimljene su iz istog kuta. Oba ta kadra poprilično su slična s manjim izmjenama u postavljenim predmetima i u govoru tijela koji reflektiraju promijenjenu dinamiku zbog Lesterove novopronađene asertivnosti. Još jedan primjer toga je i par scena kada Jane i Ricky snimaju jedno drugo. Ricky snima Jane s prozora svoje sobe dok ona skida grudnjak, a ta slika se kasnije obrće i postaje slično "voajeristička i egzibicionistička" u sceni kada Jane snima Rickyja u njegovu ranjivom trenutku.
Lesterove fantazije naglašene su usporenim (slow motion) i repetativnim snimkama; Mendes upotrebljava jednu te istu snimku dva-tri puta u nekoliko sekvenci dok se istovremeno glazba mijenja kako bi publika što više postala svjesna da ulazi u fantaziju. Jedan primjer je scena na košarkaškom igralištu gdje Lester prvi puta ugleda Angelu. Dok ostale navijačice izvode svoj ples tijekom poluvremena na pjesmu "On Broadway", Lester postaje fiksiran isključivo na Angelu. Vrijeme usporava kako bi se naglasila njegova "voajeristička hipnoza", a Lester započinje fantazirati da Angela pleše isključivo i samo za njega. Pjesma "On Broadway" - koja svira u pozadini plesa navijačica - polako se gubi i zamjenjuje disonantnom, grubom glazbom kojoj nedostaje melodije i progresa. Takva glazba važna je u stvaranju narativnog zastoja u sekvenci; ona prenosi trenutak koji je za Lestera razvučen u neodređenoj dužini. To je efekt kojeg profesor Stan Link povezuje s "vertikalnim vremenom", dok skladatelj i glazbeni teoretičar Jonathan Kramer ističe da glazba "predstavlja sadašnjost razvučenu u ogromnoj dužini te potencijalni beskrajni 'sada' koji se čini instantnim". Glazba je iskorištena kao vizualni takt tako da i Lester i glazba istovremeno bulje u Angelu. Sekvenca završava naglom promjenom kada ponovno čujemo taktove pjesme "On Broadway" u teleološkom vremenu.
Prema mišljenju Drewa Millera iz časopisa Stylus, soundtrack filma "daje nesvjestan glas" likovima odnosno njihovim dušama i dopunjava sam podtekst. Najočitija upotreba pop glazbe "prati i daje kontekst" Lesterovim pokušajima ponovnog odlaska u vlastitu mladost; podsjećajući na to kako je Kontraluktura 60-ih godina prošlog stoljeća suzbijala američku represiju kroz glazbu i konzumiranje droga, Lester započinje pušiti cannabis i slušati rock glazbu. Mendesovi izbori pjesama "kreću se kroz povijest američke popularne glazbe". Miller objašnjava da premda neke pjesme možda zvuče pretjerano poznato, svejedno postoji parodični element "u ohrabrivanju gledatelja da pogledaju bliže". Pred kraj filma, originalna glazba Thomasa Newmana sve više je prisutna u filmu, kreirajući "uznemirujući tempo" koji odgovara tenzijama koje gledatelj vidi na ekranu. Jedina iznimka u tom posljednjem dijelu filma je upotreba pjesme Don't Let It Bring You Down koja svira tijekom scene zavođenja Angele i Lestera. Iz početka je ta pjesma prikladna, ali se njezin tonalitet sudara s trenutkom kada zavođenje prestaje. Riječi pjesme, koje upućuju na "dvorce u plamenu" mogu se gledati kao metafora za Lesterov pogled na Angelu - "ružičasti, fantazijom gonjeni eksterijer 'američke ljepote'" - dok otkriva "uplašenu, nerazvijenu djevojku koja je, poput njegove supruge, razvila potpuno lažnu sliku o sebi u javnosti."

## Produkcija

### Razvoj projekta
Godine 1997. Alan Ball odlučio je pokušati se probiti u filmskoj industriji nakon što je nekoliko frustrirajućih godina proveo pišući za televizijske humoristične serije Grace Under Fire i Cybill. Pridružio se agenciji United Talent gdje mu je njegov predstavnik Andrew Cannava predložio da napiše kostur scenarija kako bi "samoga seme predstavio u gradu kao scenarista". Ball je Cannavi dao tri ideje: dvije konvencionalne romantične komedije i Vrtlog života koju je originalno smislio početkom 1990-ih godina kao kazališnu predstavu. Unatoč činjenici što je priči nedostajalo marketinškog potencijala, Cannava je upravo Vrtlog života izabrao kao najbolju ideju budući je osjećao da Ball u vezi te priče ima najviše strasti. Tijekom razvoja scenarija, Ball je kreirao još jednu televizijsku humorističnu seriju Oh, Grow Up. Svoj bijes i frustraciju kanalizirao je u scenarij Vrtlog života zbog toga što je morao pristati na razne uvjete televizijskih mreža tijekom rada na sve tri spomenute serije.
Ball nije očekivao da će prodati scenarij vjerujući da će isti iskoristiti samo kako bi skrenuo pozornost na sebe za buduće projekte, ali je Vrtlog života potaknuo interes nekoliko produkcijskih tijela. Cannava je poslao scenarij nekoliko producenata uključujući Dana Jinksa i Brucea Cohena koji su ga odnijeli u kompaniju DreamWorks. Uz pomoć izvršnih producenata Glenna Williamsona i Boba Coopera, te donekle Stevena Spielberga koji je tada bio partner studija, Ball je uvjeren da razvije projekt za DreamWorks; dobio je osiguranja od studija - koji je u to vrijeme bio poznat po konvencionalnim isplatama - da neće "zatupiti samu priču". Neobičan je potez bio i taj što je DreamWorks odmah u travnju 1998. godine otkupio scenarij za 250 tisuća dolara, na taj način pobijedivši ostale produkcijske konkurente kao što su Fox Searchlight Pictures, October Films, Metro-Goldwyn-Mayer i Lakeshore Entertainment. Kompanija DreamWorks je planirala snimiti film uz budžet od 6 do 8 milijuna dolara.
Jinks i Cohen involvirali su Balla kroz cijeli razvoj projekta, uključujući selekciju glumaca i redatelja. Producenti su se sastali s otprilike dvadeset zaintersiranih redatelja od kojih se nekoliko njih u to vrijeme nalazilo na tzv. "A listi". Ball nije želio izabrati kao redatelja nekog poznatog budući je vjerovao da će njihova involviranost povećati budžet i samim time natjerati kompaniju DreamWorks da "postane nervozna u vezi sadržaja filma". Unatoč tome, DreamWorks je ponudio režiju filma Mikeu Nicholsu i Robertu Zemeckisu, ali su obojica odbili ponudu. Te iste godine, Sam Mendes (tada još uvijek kazališni redatelj) oživio je mjuzikl Cabaret u New Yorku sa svojim kolegom Robom Marshallom. Beth Swofford iz agencije Creative Artists dogovorila je sastanak između Mendesa i glavešina studija u Los Angelesu kako bi vidjeli da li postoji mogućnost filmske režije za njega. Tijekom boravka u njezinoj kući, Mendes je slučajno naišao na scenarij Vrtlog života u hrpi od još osam drugih scenarija i odmah je znao da je to nešto što bi on želio snimiti; ranije u svojoj karijeri, bio je inspiriran načinom na koji je film Paris, Teksas (iz 1984. godine) predstavio modernu Ameriku kao mitski pejzaš pa je istu tu temu vidio i u Vrtlogu života, a također je i osjetio određene paralele s vlastitim djetinjstvom. Mendes se kasnije sastao sa Spielbergom; impresioniran Mendesovim produkcijama mjuzikala Oliver! i Cabaret, Spielberg ga je ohrabrio da ozbiljno razmisli o režiji Vrtloga života.
Mendes je svejedno morao uvjeriti producente kompanije DreamWorks da je on najbolja osoba za režiju filma. Do tog trenutka već je razgovarao s Jinksom i Cohenom i smatrao da ga njih dvojica podupiru. Ball je također bio entuzijastičan što se tiče Mendesa; nakon što je vidio mjuzikl Cabaret ostao je zadivljen Mendesovim "vizualnim osjećajem". Ball je osjetio da Mendes voli prikazivati priču ispod njezine površine - talent koji je smatrao primarnim za teme Vrtloga života. Tijekom dva sastanka - prvi s Cooperom, Walterom Parkesom i Lauri MacDonald, a drugi samo s Cooperom - Mendes je uspio pozicionirati sebe kao redatelja filma. Uskoro mu je studio poslao ponudu za režiju uz minimalnu plaću koju je propisao Ceh redatelja - 150 tisuća dolara. Mendes je pristao, a kasnije izjavio da je nakon odbitka poreza i honororara svog agenta, sveukupno zaradio 38 tisuća dolara za snimanje filma. U lipnju 1998. godine kompanija DreamWorks potvrdila je da će Mendes režirati film.

### Scenarij
Dva događaja iz ranih 1990-ih godina poslužili su Alanu Ballu kao inspiracija za pisanje scenarija. Negdje krajem 1991. i početkom 1992. godine Ball je ugledao plastičnu vrećicu kako leluja na vjetru ispred Svjetskog trgovačkog centra. Promatrao je vrećicu desetak minuta, a kasnije rekao da je u njemu ona "uzrokovala neočekivane emocije". Godine 1992. Ball je postao opčinjen medijskim cirkusom koji se odvijao tijekom suđenja Amy Fisher. Otkrivši strip čija je radnja bila skandal oko kojeg se vodio sudski proces, Balla je iznenadila činjenica kako je cijeli događaj postao komercijaliziran. Rekao je da je "osjećao pravu priču ispod prvog sloja koja je puno fascinantnija i puno tragičnija" od priče predstavljene u javnosti te pokušao tu ideju sažeti u scenarij za kazališnu predstavu. Nakon napisanih 40 stranica odustao je, jer je shvatio da bi priča mogla bolje funkcionirati kao film. Osjećao je da zbog vizualnih tema, te zbog činjenice da je priča svakog lika "izuzetno osobna" scenarij ne bi mogao funkcionirati u kazalištu. Svi glavni likovi filma pojavili su se u toj prvoj verziji scenarija osim Carolyn čiji lik nije bio toliko izražen; umjeto nje, Jim i Jim su imali puno veću ulogu.
Ball je Lesterovu priču temeljio na aspektima vlastitog života. Lesterovo preispitivanje svog života paralelno je s osjećajima koje je Ball imao sredinom svojih 30-ih; poput Lestera, Ball je stavio sa strane svoju strast rada na poslovima koje nije volio i rada za ljude prema kojima nije imao respekta. Scene u Rickyjevom domu reflektiraju Ballova iskustva iz djetinjstva. Ball je sumnjao da je njegov otac homoseksualac te je iskoristio tu ideju za stvaranje lika pukovnika Fittsa, čovjeka koji se "odrekao prilike da bude svoj". Ball je također izjavio da mješavina komedije i drame u scenariju nije bila namjerna, već da je dolazila nesvjesno iz njegovih vlastitih pogleda na život. Rekao je da je postavljanje jedne stvari pored druge stvorilo pravi kontrast te svakoj crti dalo još veći naglasak nego da su bile napisane zasebno.
U verziji scenarija koja je poslana glumcima i redateljima, Lester i Angela su se seksali; međutim, do trenutka kada se film počeo snimati, Ball je prepravio tu scenu u ono što danas vidimo na filmu. Ball je u početku odbijao konzultirati se s drugima u vezi promjene scenarija, budući je smatrao da su svi puritanski nastrojeni; međutim, konačan poticaj za promjenom te scene došao je od tadašnjeg predsjednika DreamWorksa, Waltera Parkesa. On je uvjerio Balla za promjenu koristeći argument iz grčke mitologije u kojoj junak "ima trenutak bogojavljanja prije... nego što se tragedija dogodi". Ball je kasnije priznao da ga je njegov bijes tijekom pisanja prve verzije scenarija spriječio u ideji da je lik Lestera trebao odbiti seks s Angelom kako bi završio svoje emotivno putovanje i postignuo iskupljenje. Producenti Jinks i Cohen zamolili su Balla da ne izmjeni odmah tu scenu, budući su smatrali da ne bi bilo prikladno da mijenjaju scenarij prije nego što je izabran redatelj filma. Prve verzije scenarija također uključuju i flashback scenu s pukovnikom Fittsom dok se on nalazi u Marincima, točnije sekvencu tijekom koje je nedvosmisleno etablirano da je njegov lik homoseksualac. Zaljubljen u drugog Marinca, pukovnik Fitts ugleda čovjeka koji umire i postane uvjeren da ga Bog kažnjava zbog njegovog "grijeha" što je homoseksualac. Ball je izbacio tu sekvencu zbog toga što se ista nije uklapala sa strukturom ostatka filma - pukovnik Fitts jedini je lik od svih koji je imao flashback scenu - te zbog toga što je postojanje te scene uklonilo element iznenađenja pred kraj filma kada pukovnik Fitts pokuša zavesti Lestera.
Ball je ostao involviran u kompletnoj produkciji filma; morao je potpisati ugovor s televizijskom kućom kako bi dobio odobrenje od producenata da uzme godinu dana pauze kako bi radio na Vrtlogu života. Ball se nalazio na setu filma zbog prepravljanja scenarija te kako bi pomogao interpretirati svoje djelo. Kraj njegovog scenarija - u kojem se Ricky i Jane nalaze na sudu optuženi za Lesterovo ubojstvo nakon što im je pukovnik Fitts napravio namještaljku - izbačen je tijekom postprodukcije; scenarist je smatrao kako su te scene nepotrebne, uz izjave da su one bile odraz njegovog "bijesa i cinizma" u vrijeme pisanja priče. Ball i Mendes prepravili su scenarij dva puta prije nego što su ga slali glumcima, te još dva puta prije prvog čitanja.
Scenarij također sadržava scenu u kojem Ricky i Jane u Angelinom automobilu razgovaraju o smrti i ljepoti; scena je drugačija u ranijim verzijama scenarija u kojima je napisana kao "velika scena na autocesti" tijekom koje njih troje svjedoče automobilskoj nesreći i vide mrtvo tijelo. Razlog zbog čega je ta scena promijenjena u finalnoj verziji scenarija bila je čisto praktične prirode, budući je do tog trenutka produkcija filma kasnila i trebalo je smanjiti troškove. Prema rasporedu snimanje scene s nesrećom trajalo bi dva puna dana, ali samo je pola dana bilo odobreno. Ball se složio za promjenom, ali samo u slučaju da se u sceni koja će umjesto ove na autocesti biti snimljena zadrži Rickyjev citat u kojem se on prisjeća da je vidio mrtvo tijelo beskućnice: "Kada vidiš takvo nešto to je kao da te Bog direktno gleda, samo na sekundu. I ako si oprezan, i ti Mu možeš uzvratiti pogled". Jane upita: "I što si vidio?" Ricky odgovara: "Ljepotu". Ball je izjavio: "Željeli su izbaciti tu scenu. Rekli su da nije bitna. Ja sam im na to uzvratio: 'Vi ste jebeno ludi. To je jedna od najbitnijih scena cijelog filma!' ... Ako je ijedna rečenica srce i duša ovoga filma, onda je to ta rečenica." Još jedna scena koja je bila prepravljena kako bi se nadoknadio gubitak scene na autocesti je i ona čija se radnja odvija u školskom dvorištu, a koja predstavlja "prekretnicu" za Jane kada ona odluči otići kući s Rickyjem umjesto s Angelom. Do kraja snimanja, scenarij filma Vrtlog života imao je deset verzija.

### Dodjela uloga
Redatelj Sam Mendes je glumce Kevina Spaceyja i Annette Bening imao na umu od samog početka produkcije filma za uloge Lestera i Carolyn, ali su direktori iz DreamWorksa imali svojih rezervi. Studio je predložio nekoliko alternativa koje su uključivale glumce Brucea Willisa, Kevina Costnera i Johna Travoltu (za ulogu Lestera) te Helen Hunt ili Holly Hunter (za ulogu Carolyn). Mendes nije želio nekog slavnog glumca koji će "zasjeniti radnju filma"; osjećao je da je Spacey pravi izbor zbog njegovih uloga u filmovima Privedite osumnjičene i Sedam (iz 1995. godine) te Glengarry Glen Ross (iz 1992. godine). Spacey je bio iznenađen: "Obično igram likove koji su brzi, iznimno manipulativni i inteligentni... Obično se moj lik nalazi u mračnim, izdajničkim vodama. Ovo je čovjek koji živi dan za danom, koji se oslanja na vlastite instinkte. Zapravo, ovo je lik koji je meni puno sličniji nego bilo koja od prethodnih uloga koje sam igrao." Mendes je ponudio glumici Bening ulogu Carolyn bez znanja studija; premda su direktori studija bili ljuti na Mendesa zbog toga, do rujna 1998. godine DreamWorks se nalazio u pregovorima i sa Spaceyjem i s Bening.
Spacey je djelomično svoj lik temeljio na ponašanju glumca Waltera Matthaua. Tijekom filma, Lesterova fizionomija se poboljšava - od mlitave do nabildane; Spacey je vježbao tijekom snimanja kako bi poboljšao svoj fizički izgled, ali zbog toga što Mendes nije snimao scene kronološkim redoslijedom, njegova pojava varira u raznim scenama tijekom filma. Prije početka snimanja, Mendes i Spacey analizirali su ulogu Jacka Lemmona u filmu Apartman (iz 1960. godine) zbog toga što je Mendes želio da Spacey imitira "način na koji se Lemmon kretao, način na koji je izgledao, kako se kretao u uredu te način na koji je bio običan čovjek, a opet poseban". Spaceyjeva naracija je direktna aluzija na film Bulevar sumraka (iz 1950. godine) u kojem je naracija također upotrijebljena retrospektivno zbog toga što ju izgovara mrtav lik. Mendes je smatrao da je naracija evocirala Lesterovu usamljenost, ali istovremeno i usamljenost samog filma. Bening se za pripremu svoje uloge prisjećala žena iz vlastite mladosti: "Često sam čuvala djecu starijim ženama od sebe. Otišla bih u ckrvu i vidjela te iste ljude kako se predstavljaju tamo, a onda bih ih posjetila u kući i vidjela jednu sasvim drugu sliku." Bening i osoba zadužena za frizuru skupa su radile na izgledu Carolyn, a Mendes i scenografkinja Naomi Shohan istraživali su kataloge za naručivanje kako bi što bolje etablirali Carolynino okruženje koje održava "besprijekornu plemićku kuću u predgrađu". Kako bi se što bolje uživjela u ulogu Carolyn, Mendes je Beningici dao glazbu za koju je smatrao da bi Carolyn slušala. Posudio joj je verziju pjesme "Don't Rain on My Parade" u izvedbi Bobbyja Darina koja joj se toliko svidjela da je nagovorila redatelja da ju uključi u sceni u kojoj Carolyn pjeva vozeći se u automobilu.
Za uloge Jane, Rickyja i Angele tvrtka DreamWorks Mendesu je dala otvorene ruke. Do studenog 1998. godine Thora Birch, Wes Bentley i Mena Suvari dobili su svoje uloge - Birch je dobila ulogu usprkos činjenici da je u vrijeme snimanja scene u kojoj je obnažena bila maloljetna. Bentley je uspio nadjačati kompeticiju glumaca ispod 25 godina života i dobio ulogu. Dokumentarni film iz 2009. godine My Big Break prati Bentleyja i nekoliko drugih mladih glumaca prije i poslije dobivanja velikih uloga. Kako bi se što bolje pripremio za lik, Mendes je Bentleyju dao videokameru i rekao mu da snima sve ono što bi Ricky snimao. Peter Gallagher i Allison Janney dobili su uloge kao Buddy Kane i Barbara Fitts nakon što je snimanje filma već započelo, u prosincu 1998. godine. Mendes je dao glumici Janney knjigu sa slikama autora Edvarda Muncha i rekao joj: "Tvoj lik je negdje unutra". Mendes je također izbacio iz filma većinu njezinih dijaloga, među kojima su i njezini razgovori s pukovnikom Fittsom jer je snatrao da je sve ono što se trebalo reći o tom paru, njihovoj ljudskosti i ranjivosti već rečeno u njihovim zajedničkim scenama tijekom kojih uopće ne razgovaraju. Chris Cooper tumači ulogu pukovnika Fittsa, Scott Bakula nastupa u ulozi Jima Olmeyera, a Sam Robards je Jim Berkley. Jim i Jim namjerno su predstavljeni kao najnormalniji, sretan, ali dosadan par u filmu. Ballova inspiracija za ta dva lika došla je iz trenutka u kojem je vidio "blag, dosadan, heteroseksualni par" koji je nosio identičnu odjeću: "Ne mogu dočekati vrijeme kada će i homoseksualni par biti jednako tako dosadan".
Mendes je inzistirao na dva tjedna glumačkih proba, premda te seanse nisu bile formalne kao što je navikao da jesu u kazalištu i premda glumci nisu mogli doći na sve probe. Nekoliko improvizacija i prijedloga od strane glumaca na kraju je završilo u finalnoj verziji scenarija. Scena u ranom dijelu filma u kojoj obitelj Burnham napušta svoj dom kako bi otišla na posao ubačena je kako bi se već u startu pokazalo da veza između Carolyn i Lester nije više onakvom kakva bi trebala biti. Spacey i Bening radili su zajedno kako bi stvorili osjećaj ljubavi koje su Lester i Carolyn nekada dijelili; to je prvenstveno vidljivo u sceni u kojoj Lester skoro uspije zavesti Carolyn nakon što se njih dvoje posvađaju oko činjenice da je Lester kupio novi automobil, a koja je u prvotnoj verziji scenarija sadržavala "samo svađu".

## Distribucija

### Publicitet
Kompanija DreamWorks sklopila je ugovor s kompanijom Amazon.com koja je kreirala službenu internetsku stranicu filma što je označilo prvi put u povijesti Amazona da je ta tvrtka kreirala posebnu stranicu posvećenu igranom filmu. Na službenoj stranici nalazili su se opis filma, foto galerija, filmografije filmske i glumačke ekipe te ekskluzivni intervjui sa Spaceyjem i Bening. Tagline filma "pogledajte bliže" (eng. look closer) originalno je osmišljen iz izreza kojeg je jedan od scenografa postavio na Lesterovo radno mjesto. Kompanija DreamWorks vodila je paralelne marketinške kampanje i trailere - jedne usmjerene prema starijoj publici, a druge prema tinejdžerima. Obje kino najave završavale su s posterom na kojem djevojka drži ružu. U osvrtu na nekoliko različitih postera filmova iz 1999. godine, David Hochman iz Entertainment Weeklyja je izrazito pozitivnim ocijenio poster Vrtloga života uz opasku da produbljuje njegov tagline; napisao je: "Vraćate se posteru stalno iznova razmišljajući da ćete ovoga puta nešto pronaći". Kompanija DreamWorks nije željela raditi testne projekcije filma; prema izjavama Mendesa, studio je bio zadovoljan filmom, ali je on tražio jednu testnu projekciju nakon koje će moći publici postavljati pitanja. Studio je nevoljko pristao i prikazao film mlađoj publici u San Joseu (Kalifornija). Mendes je kasnije izjavio da je projekcija prošla jako dobro.

### Kino distribucija
Film je svoju svjetsku premijeru imao 8. rujna 1999. godine u kinu Grauman's Egyptian u Los Angelesu. Tri dana kasnije film je prikazan na međunarodnom filmskom festivalu u Torontu. Uz prisustvo glavnih članova filmske i glumačke postave, Vrtlog života prikazan je u nekoliko američkih sveučilišta uključujući i sveučilište u Kaliforniji na Berkeleyju, sveučilište u New Yorku, sveučilište u Los Angelesu, sveučilište u Teksasu u Austinu te na sveučilištu Northwestern.
Dana 15. rujna 1999. godine film Vrtlog života započeo je sa svojom ograničenom kino distribucijom u tri kino dvorane u Los Angelesu i tri kino dvorane u New Yorku. Tijekom ograničene kino distribucije film je prikazan u još nekoliko dodatnih kina, a od 1. listopada film je krenuo sa širokom kino distribucijom kada se počeo prikazivati u 706 kino dvorana diljem Sjeverne Amerike. U prvom vikendu prikazivanja film je utržio 8 188 587 dolara i zasjeo na treće mjesto box-office liste gledanosti. Prema istraživanju tvrtke CinemaScore ispitana publika dala je filmu prosječnu ocjenu +4. Pred kraj listopada film se prikazivao u 1528 kino dvorana prije nego što je nastupio pad. Ipak, nakon što je film osvojio nagradu Zlatni globus za najbolji film godine, kompanija DreamWorks ponovno je proširila kino distribuciju filma sredinom mjeseca veljače iz 7 kino dvorana u kojima je film u tom trenutku igrao na rekordnih 1990 tijekom mjeseca ožujka. Službena kino distribucija filma u Sjevernoj Americi završila je 4. lipnja 2000. godine, a film je do tada sveukupno utržio 130,1 milijun dolara.
Svoju europsku premijeru film Vrtlog života imao je na filmskom festivalu u Londonu dana 18. studenog 1999. godine; u siječnju 2000. godine započeo se prikazivati na raznim teritorijima izvan Sjeverne Amerike. U Izraelu je film bio poprilično gledan, a ograničena kino distribucija od 21. siječnja krenula je u Njemačkoj, Italiji, Austriji, Švicarskoj, Nizozemskoj i Finskoj. Nakon 28. siječnja kada su s prvim vikendom prikazivanja završile Australija, Ujedinjeno Kraljevstvo, Španjolska i Norveška, film Vrtlog života utržio je 7 milijuna dolara u 12 zemalja te sveukupno zaradio 12,1 milijun dolara izvan Sjeverne Amerike. Dana 4. veljače film je s kino distribucijom krenuo u Francuskoj i Belgiji. Proširivši svoju distribuciju na 303 kino dvorane u Ujedinjenom Kraljevstvu, film je zasjeo na prvo mjesto box-office gledanosti sa zaradom od 1,7 milijun dolara. U vikendu 18. veljače - nakon što je film zaradio 8 nominacija za prestižnu filmsku nagradu Oscar - Vrtlog života zaradio je 11,7 milijuna dolara na 21 teritoriju i sveukupno utržio 65,4 milijuna dolara izvan Sjeverne Amerike. Film je imao odlično kino otvaranje u Mađarskoj, Danskoj, Češkoj, Slovačkoj i Novom Zelandu.
Do 18. veljače najuspješniji teritoriji bili su Ujedinjeno Kraljevstvo (15,2 milijun dolara), Italija (10,8 milijuna dolara), Njemačka (10,5 milijuna dolara), Australija (6 milijuna dolara) i Francuska (5,3 milijuna dolara). Nominacije za nagradu Oscar označile su nastavak kino distribucije širom svijeta; sljedećeg vikenda film je utržio 10,9 milijuna dolara u 27 zemalja, a dobro kino otvaranje zabilježio je u Brazilu, Meksiku i Južnoj Koreji dok je u Argentini, Grčkoj i Turskoj krenuo u re-distribuciju. U vikendu 3. ožujka 2000. film Vrtlog života započeo se prikazivati u Hong Kongu, Tajvanu i Singapuru, tržišta koja tradicionalno "nisu otvorena prema ovakvom tipu filmova". Impresivna zarada u Južnoj Koreji nastavljena je i u narednim tjednima gdje je film u samo devet dana utržio 1,2 milijuna dolara. Sveukupno, film Vrtlog života u Sjevernoj Americi zaradio je 130,1 milijun dolara, dok je u ostatku svijeta zaradio dodatnih 226,2 milijuna dolara čime njegova sveukupna zarada u kino distribuciji do danas iznosi 356,3 milijuna dolara.

### Izdanja za kućno kino
Film Vrtlog života na VHS-u je izdan 9. svibnja 2000. godine, a na DVD-u 24. listopada iste godine. Prije nego što je film krenuo u video distribuciju 9. svibnja, tvrtka Blockbuster Video željela je otkupiti stotine tisuća dodatnih kopija filma kako bi svakome onome tko želi posuditi film to bilo i omogućeno. Ipak, tvrtke Blockbuster i DreamWorks nisu se mogle dogovoriti oko profita pa je Blockbuster naručio dvije trećine od ukupnog broja kopija koje je želio. Kompanija DreamWorks napravila je oko milijun kopija filma namijenjenih za video distribuciju; Blockbusterov udio bi otprilike iznosio oko 400 tisuća kopija. Međutim, neke videoteke imale su samo 60 kopija filma, a neke niti jednu zbog čega su ih članovi pojedinačnih videoteka morali usmeno tražiti. Strategija se sastojala u tome da bi zaposlenici u videotekama morali članovima pročitati pismenu izjavu u kojima im objašnjavaju situaciju; tvrtka Blockbuster izjavila je da je samo "nadzirala potražnju" zbog smanjene dostupnosti kopija filma. Njezina strategija izjalovila se prije 9. svibnja što je rezultiralo s 30% povećanom potražnjom VHS-a filma od ostalih video distributera. U svom prvom tjednu nakon izdavanja, film Vrtlog života utržio je 6,8 milijuna dolara od posudbe iz videoteka. Ovaj rezultat bio je manji od onoga koji se očekivao da su se kompanije DreamWorks i Blockbuster uspjele dogovoriti oko video distribucije. Te iste godine film Šesto čulo zaradio je 22 milijuna dolara, dok je Klub boraca zaradio 8,1 milijun dolara premda je potonji u kino zaradi u Sjevernoj Americi bio tek na 29% ukupne zarade Vrtloga života.
DVD izdanje filma uključivalo je prilog o snimanju filma, audio komentare redatelja Mendesa i scenarista Balla te storyboard prezentaciju uz razgovor Mendesa i fotografa Halla. U audio komentarima, Mendes se osvrće na izbačene scene koje je namjeravao uključiti u to DVD izdanje. Međutim, te scene na kraju nisu ubačene na DVD izdanje budući se predomislio nakon što je snimio audio komentar; Mendes je osjećao da bi prikazivanje tih scena umanjilo integritet filma.
Dana 21. rujna 2010. godine kompanija Paramount Home Entertainment objavila je film Vrtlog života na Blu-rayu. Svi posebni dodaci koje je sadržavalo prethodno DVD izdanje nalaze se i na Blu-ray izdanju uz činjenicu što su kino najave filma nadograđene za prikazivanje u visokoj razlučivosti.

## Kritike
Film Vrtlog života američki kritičari su ocijenili najboljim filmom 1999. godine. Sam film dobio je velike pohvale kritike, pogotovo Spacey, Mendes i Ball. Časopis Variety napisao je da "niti jedan film iz 1999. godine nije toliko benificirao samo na temelju kritika". To je bio najhvaljeniji film na međunarodnom filmskom festivalu u Torontu gdje je osvojio nagradu publike. Voditelj festivala Piers Handling je izjavio: "Vrtlog života je bio glavni film festivala, film o kojem se najviše pričalo."
Todd McCarthy je u časopisu Variety napisao da glumačka postava "nije mogla biti bolja"; hvalio je Spaceyjevo "održavanje aluzije, suptilni sarkazam i iskren govor" te način na koji je prožeo Lestera sa "stvarnim osjećajima". Janet Maslin iz The New York Timesa napisala je da je Spacey odradio "najluckaviju i najagilniju" ulogu do sada u karijeri, a Roger Ebert iz Chicago Sun-Timesa izdvojio je Spaceyja zbog njegovog uspješnog portreta čovjeka koji "radi nemarne i glupave stvari, ali koji ne zavarava samoga sebe". Kevin Jackson iz Sight & Sound napisao je da je Spacey impresionirao na način kako to do sada nije napravio, a da je najbolji aspekt cijele performanse njegov istovremeni portret "budale i heroja". Pišući za Film Quarterly, Gary Hentzi je hvalio glumce, ali također napisao da su likovi Carolyn i pukovnika Fittsa stereotipi. Hentzi je optužio Mendesa i Balla da se prespremno identificiraju s likovima Jane i Rickyja te naglasio da je potonji njihova "fantastična figura" - tinejdžer koji je apsurdno bogati umjetnik sposoban "financirati vlastite projekte". Hentzi je također proglasio lik Angele najuvjerljivijim tinejdžerom pogotovo zbog njezinih "bolno poznatih" pokušaja da "se udalji od nedostojne slike same sebe". Maslin se složila da neki likovi nisu originalni, ali je naglasila da su pamtljivi zbog njihove detaljne karakterizacije. Kenneth Turan iz Los Angeles Timesa napisao je da su se glumci "bez greške" nosili s vrlo teškim ulogama; Spaceyjevu performansu prozvao je "energijom koja nosi film" i istaknuo da je glumac doveo publiku na svoju stranu bez obzira na to što u nekim trenucima Lester uopće nije simpatičan. "Unatoč tome što bi se moglo očekivati, mi volimo ove likove", zaključio je Turan u svojoj kritici.
Kritičarka Maslin je smatrala da Mendes posjeduje "fantastičan vizualni talent" uz dodatak da je njegov minimalistički stil balansiran sa "zajedljivim i bistrim" te da je evocirao "delikatne, moćne erotske vinjete" iz svog kazališnog rada. Jackson je napisao da su Mendesovi kazališni korijeni bili rijetko vidljivi u filmu te da je "najveći" aspekt filma bio taj što Spacey svojom odličnom glumom nije zasjenio cijeli uradak. Napisao je da je Mendes glatko odradio zamršenost koja je proizlazila iz scenarija te da je cijeli tonalitet postavio vrlo vješto. McCarthy je vjerovao da Vrtlog života predstavlja "fantastičan uvod" za filmske karijere debitanata Mendesa i Balla. Napisao je da je Mendesova "sigurna ruka" bila "precizna i kontrolirana" baš kao kada radi u kazalištu. McCarty je također istaknuo da je Mendes imao sreću što je na filmu radio Hall, "nenadmašan" fotograf koji je uspješno transportirao teme filma na ekran. Turan je istaknuo da je Mendesov izbor suradnika na filmu bio "lukav", a pogotovo je mislio na Halla i Newmana. Također je napisao da je Vrtlog života profitirao iz Mendesovog nedostatka iskustva zbog njegove "redateljske odriješitosti" zbog čega je isprobavao stvari koje se drugi, mnogo iskusniji, redatelji možda ne bi usudili. Turan je osjećao da je Mendesov podvig bio "prikazati i pojačati dvoličnost" iz Ballovog scenarija - simultano "karikaturnih... i bolno realnih" likova. Iako je kritizirao mnoge Mendesove i Ballove izbore, Hentzi je priznao da se u filmu vide njihovi "poprilično veliki talenti".
Turan je istaknuo da je Ballov nedostatak ograničavanja tijekom pisanja scenarija bio razlog njegove jedinstvenosti, pogotovo u suptilnim promjenama tonaliteta. McCarthy je napisao da je scenarij "svjež i osebujan" kao suvremeni američki film te je hvalio način na koji je analizirao likove bez kompromitiranja narativnog tempa. Ballove dijaloge nazvao je "zajedljivim" i istaknuo da su svi likovi - izuzev Carolyn - "duboki". Kao još jednu manu McCarthy je istaknuo otkrivanje homoseksualnosti pukovnika Fittsa za koju je napisao da budi "prastari Freudijanizam". Jackson je napisao da film nadilazi svoju klišeiziranu postavku i postaje "predivno obilata i tmurna komedija". Istaknuo je da čak i u trenucima kada funkcionira kao sitcom film je svejedno "neočekivano iznijansiran". Hentzi je kritizirao način na koji je film Lesterovo ubojstvo napravio misterioznim, vjerujući da se radi o čistoj manipulaciji i jednostavnom načinu postizanja napetosti. McCarthy je hvalio scenografiju i kostimografiju te napomenuo da je glazba iz filma dobra zbog toga što stvara "ironični kontraefekt" samoj priči. Hentzi je zaključio da je Vrtlog života "važan, ali neuravnotežen" film; osjećao je da je filmski prikaz "načina na koji tinejdžeri i stariji ljudi zamišljaju živote jedni drugih" najbolji dio filma, a da - premda je dinamika između Lestera i Angele poznata - njihova romantična ironija ipak stoji po strani "najtrajnijih djela" koje se bave tom temom, poput Lolite. Hentzi je vjerovao da su filmske teme materijalizma i konformizma američkog predgrađa "ofucane". McCarthy je zaključio da je postavka bila poznata, ali da je samo poslužila filmu kao "početna točka" odakle je on ispričao "suptilnu i akutno procijenjenu priču". Maslin se složila; napisala je da "premda ciljevi filma nisu osjvežavajući" i da teme nedostatka komformnosti nisu neko veliko iznenađenje, sam film svejedno je "korozivni novitet". Ebert je filmu dao četiri zvjezdice (od četiri), a Turan je istaknuo da se radi o subverzivnom, kompleksnom i iznenađujućem uratku uz zaključak da je "film vraški dobar".
Nekoliko mjeseci nakon što je film krenuo u kino distribuciju pojavili su se napisi o zazoru kritičara prema filmu, a u godinama koje su uslijedile kritičarske ocjene filma su počele padati. Godine 2005. časopis Premiere proglasio je Vrtlog života jednim od dvadeset "najprecjenjenijih filmova svih vremena"; redatelj Mendes je prihvatio neizbježnost kritičarske ponovne procjene uz izjavu: "Smatram da su neki od tih napisa potpuno opravdani - čak sam i ja mislio da je u vrijeme svog originalnog prikazivanja film previše nahvaljen."

## Nagrade
Film Vrtlog života nije se odmah nalazio u uskom krugu najozbiljnijih kandidata za glavne filmske nagrade. Nekoliko drugih filmova početak svoje kino distribucije imali su krajem 1999. godine pa su američki kritičari na svojim listama najboljih filmova godine uglavnom njih uzimali u obzir. Udruženja kritičara Chicaga i Udruženje televizijskih, radio i online kritičara proglasili su Vrtlog života najboljim filmom 1999. godine, ali - iako su Udruženja kritičara New Yorka i Los Angelesa te Nacionalno udruženje filmskih kritičara odali počast filmu - nitko od njih ga nije stavio na vrh svojih listi. Do kraja godine počele su kružiti glasine o kritičarskom praznom hodu pa je Vrtlog života proglašen kandidatom iz sjene u utrci za najbolji film; međutim, na dodjeli nagrada Zlatni globus u siječnju 2000. godine, film je pobijedio u kategorijama najboljeg filma, najboljeg redatelja i najboljeg scenarija.
Kako se približavao datum nominacija za 72. dodjelu prestižnih filmskih nagrada Oscar, glavni kandidat još uvijek nije bio izvjestan. Kompanija DreamWorks je krenula u veliku marketinšku kampanju za film Vrtlog života pet tjedana prije nego što su listići s nominacijama trebali biti poslani akademijinim glasačima kojih je u to vrijeme bilo 5600. Ta kampanja kombinirala je tradicionalno oglašavanje i PR s pozorno fokusiranim strategijama. Premda je direktno slanje e-mailova bilo zabranjeno, kompanija DreamWorks je do glasača došla promovirajući film u "neformalnim, ugodnim okruženjima" u glasačkim zajednicama. Njihov kandidat za najbolji film iz prethodne godine - Spašavanje vojnika Ryana - izgubio je od filma Zaljubljeni Shakespeare pa je studio ovaj put odlučio koristiti novi pristup i zaposlio autsajdere koji će im predložiti kampanju. Zaposlena su tri veteranska savjetnika koji su predložili studiju da "razmišlja na malo". Nancy Willen ohrabrila je DreamWorks za produciranje priloga o snimanju filma koji se vrtio na ekranima u knjižarama te da organizira intervjue s Mendesom za BAFTA-u. Dale Olson je predložio studiju da film oglašava u besplatnim publikacijama koje su izdavane u Beverly Hillsu - dom velikog broja glasača - uz oglašavanje u poznatim novinama. Olson je također organizirao projekciju filma za oko tisuću članova glumačkog fonda Amerike budući su mnogi od njih bili ujedno i glasači Akademije. Bruce Feldman je odveo Balla na međunarodni filmski festival u Santa Barbari gdje se Ball pojavio na privatnoj večeri u čast Anthonyju Hopkinsu te tamo upoznao nekoliko glasača.
U veljači 2000. godine, film Vrtlog života dobio je osam nominacija za prestižnu nagradu Oscar; njegovi najbliži rivali - Kućna pravila i Probuđena savjest - dobili su sedam nominacija svaki. U ožujku 2000. godine velike filmske organizacije su dodijelile svoje nagrade filmu; to je također označilo i promjenu dotadašnje percepcije, jer je film sada bio najozbiljniji kandidat za Oscara. Njegov najveći rival i dalje je bio film Kućna pravila kompanije Miramax. Oba studija krenula su u agresivnu kampanju; DreamWorks je zakupio 38% više oglasnog prostora u časopisu Variety nego Miramax. Dana 26. ožujka 2000. godine film Vrtlog života osvojio je pet nagrada Oscar: za najbolji film, najboljeg redatelja, najboljeg glumca (Spacey), najbolji originalni scenarij i najbolju fotografiju. Na 53. dodjeli BAFTA-e, film Vrtlog života osvojio je šest nagrada od četrnaest nominacija: najbolji film, glavni glumac, glavna glumica, fotografija, glazba i montaža. Godine 2000. Udruženje publicista Amerike nagradilo je kompaniju DreamWorks za najbolju PR kampanju. U rujnu 2008. godine časopis Empire postavio je Vrtlog života na 96. mjesto "najvećih filmova svih vremena" nakon što je proveo anketu među deset tisuća čitatelja, 150 filmaša i 50 filmskih kritičara; to je bio 4. najbolje rangirani film iz 1999. godine nakon Kluba boraca, Matrixa i Magnolije. Godine 2013. Ceh scenarista Amerike postavio je scenarij filma na 38. mjesto na svojoj listi od stotinu i jednog najboljeg scenarija ikada.